# The Wrestler
The Wrestler là một bộ phim chính kịch thể thao năm 2008 của Mỹ, do  Darren Aronofsky đạo diễn và được chắp bút bởi Robert Siegel, với sự góp mặt của các diễn viên Mickey Rourke, Marisa Tomei cùng Evan Rachel Wood. Xoay quanh đô vật huyền thoại Randy 'The Ram' Robinson, tác phẩm kể về cuộc đời đầy cay đắng của ông, từ khi đứng trên đỉnh vinh quang của sự nghiệp cho đến lúc trở nên già nua và cố gắng níu kéo lại ánh hào quang thuở nào. Bên cạnh đó, chuyện phim còn theo chân Robinson trong cuộc hành trình hàn gắn với con gái mình, cũng như mối tình của ông với một vũ nữ thoát y.
Quá trình sản xuất The Wrestler bắt đầu diễn ra vào tháng 1 năm 2008, với hãng Fox Searchlight Pictures mua quyền phân phối bộ phim tại Hoa Kỳ. Tác phẩm ra rạp một cách giới hạn vào ngày 17 tháng 12 năm 2008 rồi sau đó được phát hành trên toàn quốc vào ngày 23 tháng 1 năm 2009. Bộ phim  được phát hành dưới định dạng DVD và Blu-ray Disc vào ngày 21 tháng 4 năm 2009 tại Hoa Kỳ, kế đến lại công chiếu ở Vương quốc Anh vào ngày 16 tháng 1 năm 2009.
The Wrestler đã nhận được vô vàn lời khen từ giới chuyên môn và chiến thắng giải Sư tử vàng tại Liên hoan phim quốc tế Venezia lần thứ 65, nơi mà tác phẩm ra mắt khán giả. Nhà phê bình phim Roger Ebert gọi đây là một trong những tác phẩm điện ảnh hay nhất của năm, trong khi trang web Rotten Tomatoes thì lại báo cáo rằng bộ phim nhận tỉ lệ đánh giá tích cực từ các nhà phê bình là 98%. Thành công của bộ phim đã làm vực dậy sự nghiệp của Mickey Rourke sau khi ông vắng bóng một thời gian dài trên màn ảnh; tổng cộng ông đã mang về tượng vàng các giải BAFTA, Quả cầu vàng, Tinh thần độc lập, đồng thời còn nhận đề cử giải Oscar cho Nam diễn viên chính xuất sắc nhất. Ngoài ra, Tomei cũng nhận được đề cử Oscar tại hạng mục Nữ diễn viên phụ xuất sắc nhất.

## Nội dung
Đô vật chuyên nghiệp Robin Ramzinski, còn được biết đến với nghệ danh Randy "The Ram" Robinson, đạt đến đỉnh cao danh vọng vào thập niên 1980. Thế nhưng, 20 năm sau ánh hào quang ấy đã trở nên lụi tàn và giờ đây Randy thi đấu vào cuối tuần cho các quảng cáo độc lập ở New Jersey, đồng thời còn phải làm việc bán thời gian tại một siêu thị dưới quyền của quản lý Wayne. Ngoài ra, ông thường xuyên lui tới một câu lạc bộ thoát y và kết thân với một vũ nữ đứng tuổi tên là Cassidy. Cô ấy cũng giống như Randy, đã trải qua tuổi trẻ trong công việc của mình. Sau khi thắng một trận đấu vật địa phương, Randy đồng ý tham gia trận tái đấu với đối thủ đáng gờm nhất của ông, "The Ayatollah" (Thủ lĩnh Hồi giáo), nhân dịp kỷ niệm 20 năm hai người thi đấu với nhau, đã đưa tên tuổi của Randy trở nên vụt sáng. Vị võ sĩ hy vọng rằng điều đó có thể giúp ông trở thành ngôi sao một lần nữa.
Để thực hiện điều này, Randy tăng cường độ tập luyện, bao gồm cả việc tiêm steroid vào cơ thể. Sau khi thi đấu trong một trận đấu hạng nặng, Randy bị đau tim ở hậu trường và buộc phải trải qua cuộc phẫu thuật bắc cầu động mạch vành. Bác sĩ của Randy thông báo rằng ông đã suýt mất mạng và phải ngưng sử dụng steroid. Để tránh làm bệnh tình trở nên trầm trọng hơn, vị bác sĩ khuyến cáo rằng Randy không thể đấu vật được nữa do trái tim ông không còn sức chịu đựng những tác động mà nó mang lại. Randy bất đắc dĩ phải nghỉ hưu và làm việc toàn thời gian tại quầy đồ ăn của siêu thị.
Theo lời gợi ý của Cassidy, Randy đến thăm cô con gái bị ghẻ lạnh của mình là Stephanie, người mà ông bỏ rơi khi còn nhỏ. Tuy nhiên, cuộc gặp lại diễn ra không mấy tốt đẹp vì Stephanie nhất quyết cự tuyệt ông. Trong lúc giúp Randy mua một món quà cho Stephanie, Cassidy tiết lộ rằng cô có một cậu con trai. Randy bắt đầu thốt ra những câu từ tán tỉnh Cassidy, nhưng cô ấy từ chối vì lý do công việc. Sau đó, Randy trao món quà cho con gái mình và xin lỗi vì đã bỏ rơi cô. Hai người gắn bó với nhau qua một chuyến thăm đến một phố đi bộ lót ván bên bờ biển (nơi ông đã đưa cô ấy đếm chơi khi còn nhỏ) và bộc bạch nỗi lòng của mình, ngoài ra còn đồng ý ăn tối với nhau vào thứ Bảy tới. Randy đến câu lạc bộ của Cassidy hòng cảm ơn cô, nhưng Cassidy tiếp tục khước từ ông, dẫn đến một cuộc tranh cãi gay gắt. Do bực tức nên Randy đi xem một trận đấu vật và tìm thấy niềm an ủi bên những người bạn của mình. Khi đi bar với họ, ông trở nên say xỉn, hít cocaine, làm tình với một phụ nữ bên trong nhà vệ sinh, rồi sau đó thức dậy trong phòng ngủ của cô ta vào sáng hôm sau. Randy ngủ suốt cả ngày hôm sau vì quá mệt mỏi và bỏ lỡ cuộc hẹn với Stephanie. Ông bèn tức tốc đến nhà cô để xin lỗi, nhưng cô giận dữ nói với ông rằng cô không bao giờ muốn gặp ông nữa.
Tại quầy bán đặc sản, một khách hàng quen nhận ra Randy là đô vật, bất chấp việc ông phủ nhận điều đó. Vị khách ấy vẫn tiếp tục hỏi thăm, điều này khiến Randy kích động rồi đập tay mình vào máy thái. Ông nhanh chóng tuyên bố nghỉ việc, đồng thời còn trút giận bằng cách sỉ vả Wayne và các khách hàng, cũng như trút hết đồ trên gian hàng xuống. Do không còn gì để mất và bị thôi thúc bởi tình cảm mà người hâm mộ dành cho mình, Randy quyết định trở lại nghề xưa và lên lịch lại trận tái đấu với The Ayatollah. Lúc ấy ông cũng làm hòa với Cassidy, mặc dù cô cầu xin ông đừng đấu vật nữa và cho thế giới thêm một cơ hội. Thế nhưng, Randy bỏ ngoài tai những lời khuyên ấy, bộc bạch rằng ông thuộc về võ đài hơn là xã hội bên ngoài, bởi lẽ họ luôn ruồng rẫy và không bao giờ công nhận ông.
Giữa trận đấu, Randy bắt đầu cảm thấy đau ngực và bước đi không vững. Ayatollah nhận thấy điều này và thúc ông tung chiêu ghìm người để mau kết thúc trận đấu. Randy từ chối và leo lên sợi dây cao nhất nhằm thực hiện động tác kết liễu đặc trưng của mình, một pha diving headbutt gọi là "Ram Jam". Lúc ấy, ông nhìn sang và nhận thấy Cassidy đã rời đi. Khi đám đông hò reo và đôi mắt ngấn lệ, Randy vẫy tay chào người hâm mộ rồi nhảy khỏi sợi dây.

## Diễn viên

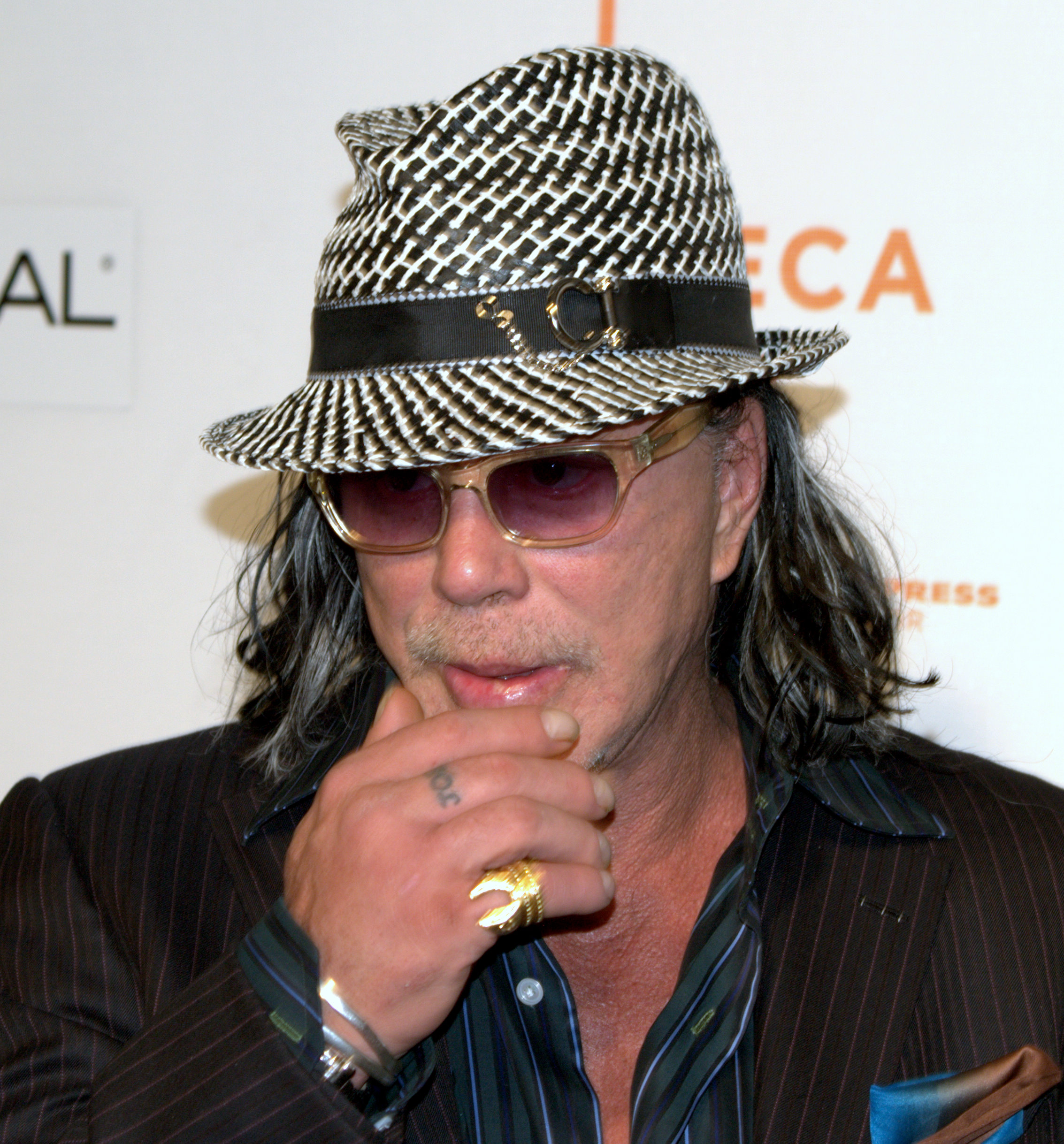
Màn trình diễn của Rourke đã giúp ông mang về nhiều lời ngợi khen và giúp nam diễn viên vực dậy lại sự nghiệp.

- Mickey Rourke vai Robin Ramzinski/Randy 'The Ram' Robinson
- Marisa Tomei vai Pam/Cassidy
- Evan Rachel Wood vai Stephanie Ramzinski
- Mark Margolis vai Lenny
- Todd Barry vai Wayne
- Judah Friedlander vai Scott Brumberg
- Ernest Miller vai Bob/'The Ayatollah'
- Ajay Naidu vai Medic
- Wass Stevens vai Nick Volpe
- John D'Leo vai Adam
- Gregg Bello vai Nhà tài trợ JAPW Larry Cohen
- Armin Amiri vai Bác sĩ Moayedizadeh

Các đô vật chuyên nghiệp xuất hiện trong bộ phim bao gồm: Andrew Anderson, Robbie E, Necro Butcher, Nick Berk, The Blue Meanie, Sabian, Nate Hatred, Ron Killings, L.A. Smooth, Jay Lethal, Johnny Valiant, Jim Powers, Austin Aries, Claudio Castagnoli, Larry Sweeney, Paul E. Normous, Romeo Roselli, John Zandig, Chuck Taylor, Nigel McGuinness, DJ Hyde, Kit Cope, Drew Gulak, Bobby Dempsey, Judas Young, Pappadon và Jay Santana.

## Sản xuất

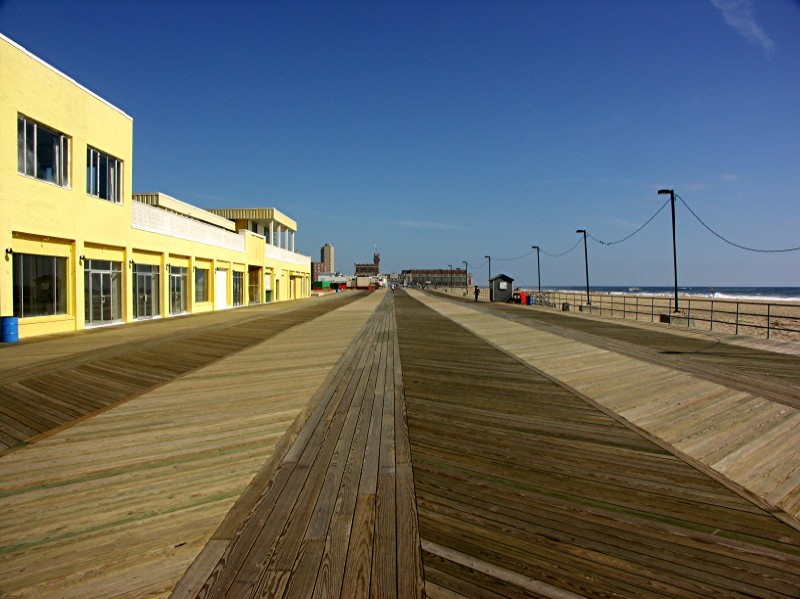
Những phân cảnh cho thấy hai nhân vật của Rourke và Wood cố gắng làm lành với nhau được thu hình tại phố đi bộ lót ván thuộc Công viên Asbury.

The Wrestler do nhà biên kịch Robert D. Siegel đảm nhiệm phần kịch bản và được phát triển tại hãng Protozoa Pictures của đạo diễn Darren Aronofsky. Nam diễn viên Nicolas Cage đã tham gia đàm phán vào tháng 10 năm 2007 để đóng vai Randy, tuy nhiên Cage lại rời dự án vào tháng sau và Mickey Rourke vào thế vai anh. Theo Aronofsky, Cage rút khỏi dự án là vì Aronofsky muốn Rourke sắm vai chính. Vị đạo diễn nói rằng Cage là "một quý ông hoàn chỉnh, và vì anh ấy hiểu rằng tâm trí tôi đã dành cho Mickey nên anh ấy đã dừng bước. Tôi rất tôn trọng Nic Cage với tư cách là một diễn viên, tôi nghĩ điều đó có thể giúp tôi hợp tác với Nic, nhưng mà bạn biết đấy, Nic vô cùng ủng hộ Mickey. Anh ấy là bạn cũ của Mickey và thực sự muốn giúp Mikey có được cơ hội này, thế anh đã nhường lại sân chơi và tự mình rút khỏi cuộc đua."
Trong một cuộc phỏng vấn năm 2009 với Access Hollywood, Cage đã phủ nhận điều này và bày tỏ "Tôi không được nói là đã 'rút' khỏi bộ phim. Tôi rời khỏi nó vì tôi không nghĩ rằng mình có đủ thời gian để đạt được tầm vóc của một đô vật sử dụng steroid, đấy cũng điều mà tôi sẽ không bao giờ thực hiện." Trong lần tiếp cận vai chính đầu tiên, Rourke ban đầu đã tỏ ra khá miễn cưỡng, nhận định rằng "Tôi không để tâm lắm đến cái kịch bản, nhưng tôi muốn làm việc với Darren và tôi nghĩ rằng tay biên kịch đã không dành nhiều thời gian ở gần những người đó như tôi, và anh ta sẽ không thể hiện được ngôn ngữ mà người đó đang nói..."
Vào năm 2012, huyền thoại đấu vật Hulk Hogan tuyên bố trên The Howard Stern Show rằng ông cũng được mời đóng vai Randy "The Ram" Robinson, nhưng đã từ chối vai diễn vì cảm thấy mình không phải là người phù hợp để thể hiện nhân vật. Tuy nhiên, đạo diễn Aronofsky lại bác bỏ những lời trên qua trang Twitter cá nhân "...vai diễn Đô vật luôn thuộc về Rourke, chứ không bao giờ nằm về tay Hulk Hogan như ông ta đã tuyên bố trên Howard Stern."
Quá trình thu hình kéo dài khoảng 40 ngày được khởi động vào tháng 1 năm 2008, diễn ra khắp tiểu bang New Jersey, gồm Elizabeth, Linden, Rahway, Roselle Park, Hasbrouck Heights, Garfield, Asbury Park, cũng như Dover - một siêu thị ở Bayonne nơi Rourke phục vụ và ứng biến với khách hàng thực, đồng thời còn ghi hình ở New York. Ngoài ra các phân cảnh cũng được quay tại đấu trường The Arena ở Philadelphia. Công đoạn này kết thúc vào tháng Ba cùng năm.
Afa Anoa'i, một cựu đô vật chuyên nghiệp, đã được thuê để huấn luyện Rourke thực hiện vai diễn. Về phần Anoa'i, ông đã đưa hai huấn luyện viên chính của mình là Jon Trosky và Tom Farra đến làm việc với Rourke trong tám tuần. Cả hai huấn luyện viên đó cũng xuất hiện trong bộ phim.
Trong một phân cảnh, Robinson và một cậu bé cùng nhau chơi trò chơi điện tử hư cấu Nintendo Entertainment System mang tên Wrestle Jam '88, có sự góp mặt của các nhân vật Robinson và The Ayatollah. Đạo diễn Aronofsky đã đích thân yêu cầu một tựa game hoạt động đầy đủ để các diễn viên có thể chơi nó. Khi ấy, lập trình viên Randall Furino cùng nhà thiết kế tiêu đề của phim Kristyn Hume đã tạo ra một bản demo có thể chơi được, với giao diện hoạt động và cơ chế AI sở hữu đồ họa và âm nhạc phù hợp với thời đại những năm 1980.
Để tăng thêm tính chân thực cho tác phẩm, các cảnh trong phòng thay đồ đã được ứng biến để Rourke và những người khác trông như thể họ đang thực sự giao lưu. Ngoài ra, một số phân cảnh tại cửa hàng đặc sản là ngẫu hứng vì Rourke đang thực sự làm việc tại nơi đó.

### Âm nhạc

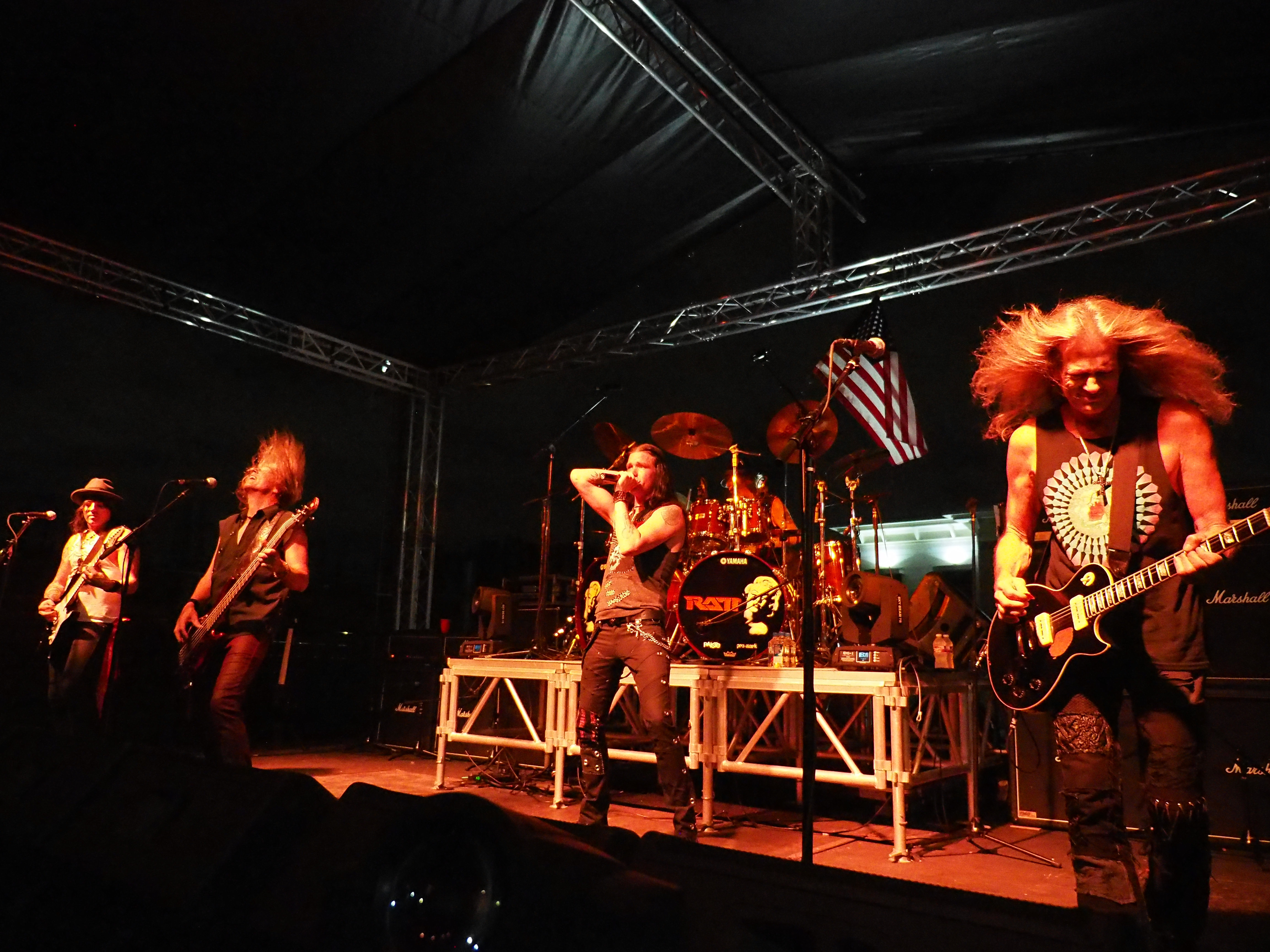
Không giống như những bộ phim trước do Aronofsky chỉ đạo vốn sử dụng nhạc của Clint Mansell—The Wrestler lại có phần nhạc nền gồm các bản nhạc pop được thu âm trước, nhiều trong số đó được thể hiện bởi các ban nhạc glam metal như Ratt.

Clint Mansell, nhà soạn nhạc cho các bộ phim trước của Aronofsky như π, Requiem for a Dream và The Fountain, đã tiếp tục đảm nhận vai trò này trong phim The Wrestler. Trong khi đó, nhạc sĩ Slash thì chơi đàn guitar trên bản nhạc. Một ca khúc mới của Bruce Springsteen mang tên "The Wrestler" cũng xuất hiện trên phần danh đề của bộ phim. Springsteen đã viết tác phẩm lúc đang lưu diễn ở châu Âu, sau khi nhận được một lá thư và một bản sao kịch bản từ Rourke.
Ca khúc "Sweet Child o' Mine" của 
Guns N 'Roses được chơi trong trận đấu ở cuối phim. Trong bài phát biểu nhận giải Quả cầu vàng , Rourke đã đề cập rằng Axl Rose đã trao tặng bài hát miễn phí do kinh phí khiêm tốn của bộ phim, đồng thời phần danh đề của tác phẩm đã gửi lời cảm ơn đến Rose. Chính nam diễn viên cũng từng sử dụng bài hát này là nhạc mở đầu khi ông còn là một võ sĩ quyền anh đầu những năm 1990. Trong phim, Randy thậm chí còn chế nhạo một trong những địch thủ đáng gờm của Axl Rose trong làng nhạc đại chúng hồi đầu thập niên 1990: Kurt Cobain.

## Đón nhận

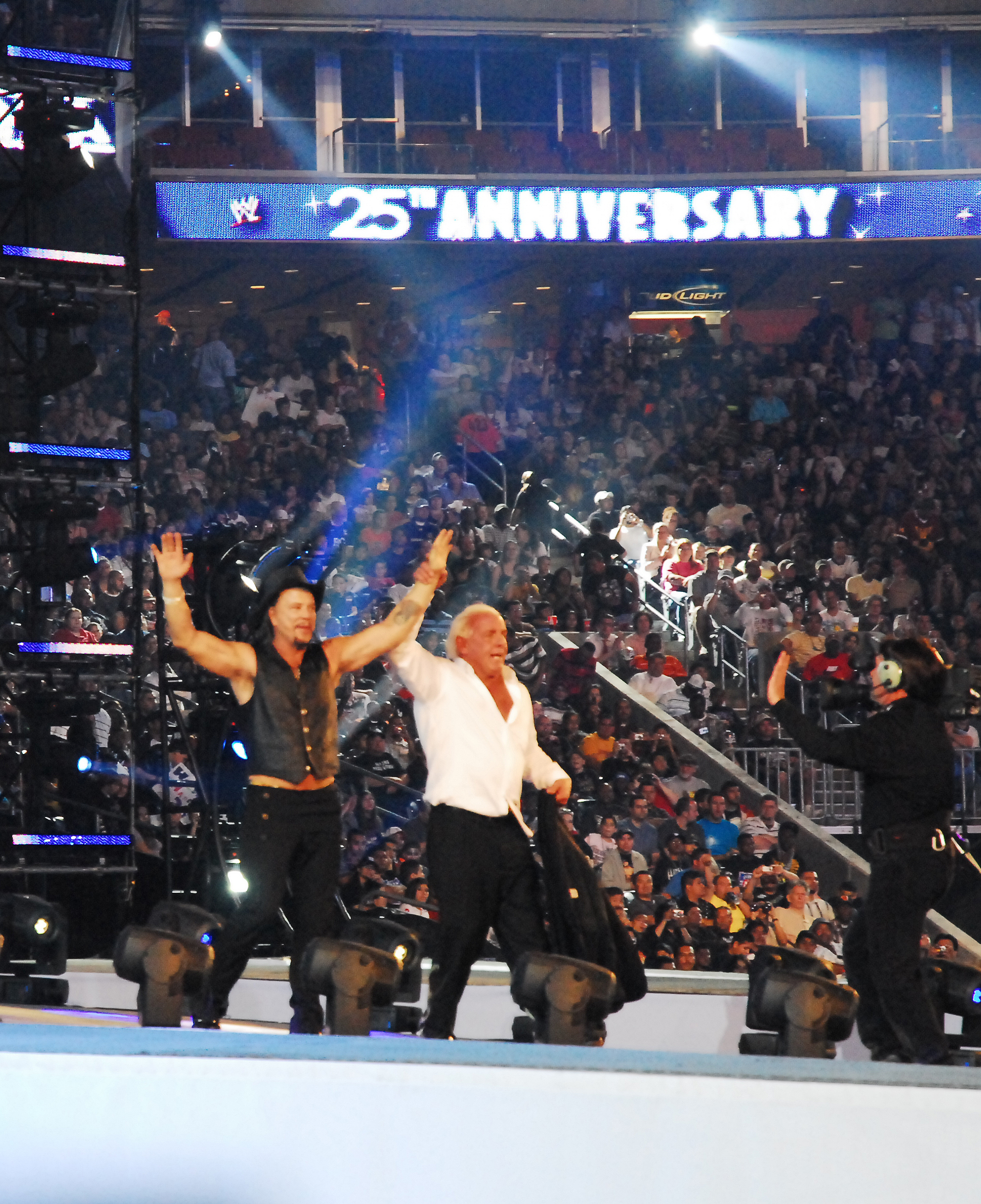
Mickey Rourke xuất hiện tại WrestleMania 25 để quảng bá cho The Wrestler.

The Wrestler đã nhận được sự tán dương nhiệt liệt từ giới chuyên môn. Trên hệ thống tổng hợp kết quả đánh giá Rotten Tomatoes, bộ phim có tỉ lệ đồng thuận 98% dựa trên 233 bài đánh giá, với điểm số trung bình là 8,40/10, đồng thời trao cho tác phẩm giải Golden Tomato cho phim chính kịch hay nhất năm 2008. Các chuyên gia trên trang web đồng thuận rằng "Mickey Rourke đã mang đến một màn trình diễn để đời trong The Wrestler, một bộ phim chính kịch giàu âm hưởng, đau lòng nhưng cuối cùng vẫn đáng xem." Trên chuyên trang Metacritic, tác phẩm nhận được số điểm 80/100 dựa trên 36 nhà phê bình, cho thấy "các bài đánh giá nói chung là thuận lợi". Alonso Duralde của MSNBC nhận định rằng, "Công việc của Rourke đã vượt qua cả rào cản đơn thuần phân vai cho người nổi tiếng; màn trình diễn của ông ấy là một tiếng rên thảm thiết dường như đến từ một nơi rất thực."
Cây bút Todd McCarthy của tờ Variety cho biết, "Rourke đã dựng nên một bức chân dung đầy cảm động, hài hước và kịch tính, khiến ông ngay lập tức góp mặt trong danh sách những màn trình diễn tuyệt vời, mang tính biểu tượng." Ben Mankiewicz từ At the Movies thì lại nhận xét rằng, "Nói một cách đơn giản, đây chính là bộ phim tuyệt nhất mà tôi từng xem trong năm nay." Báo Le Monde đã ca ngợi bộ phim kết hợp phong cách điện ảnh châu Âu với cốt truyện kiểu Mỹ, đồng thời tuyên bố rằng "Diễn xuất của Mickey Rourke trong 'The Wrestler' là sự tôn vinh không ngừng đối với những gánh nặng và ánh hào quang chói lọi của sự chuyên nghiệp trong nghệ thuật biểu diễn." Một nhà phê bình phim người Pháp khác, Philippe Azoury, ca ngợi việc miêu tả "vùng trung tâm nước Mỹ" hệt như nơi mà ông coi là một vùng đất hoang vu lạnh lẽo. Mặc dù The Wrestler về mặt kỹ thuật không nằm trong danh sách "Phim hay nhất" của nhà phê bình Roger Ebert, song ông đã ghi chú ở cuối bài đánh giá của mình như sau: "'The Wrestler' là một trong những bộ phim hay nhất của năm. Nó không nằm trong danh sách "Phim hay nhất" của tôi là vì những lý do phức tạp và nhàm chán".

### Sự đón nhận của cộng đồng đấu vật chuyên nghiệp

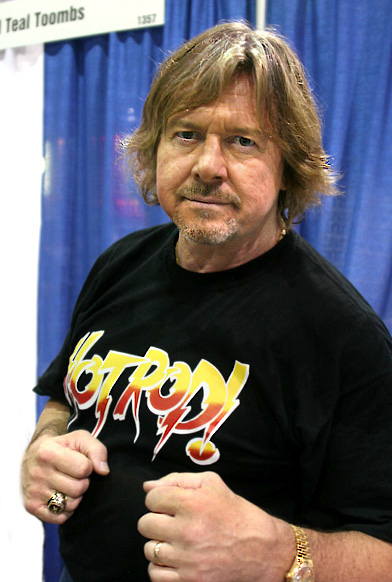
Roddy Piper là một trong những đô vật chuyên nghiệp lên tiếng ủng hộ bộ phim và sau đó đã được thêm vào tính năng bổ sung bình luận của Blu-ray.

Các đô vật đã đưa ra những lời bình về The Wrestler. Trong một cuộc phỏng vấn với NPR, đạo diễn Aronofsky đã mô tả về cảm xúc của chủ tịch WWE Vince McMahon đối với bộ phim:

Vince McMahon đã xem bộ phim rồi sau đó anh ấy gọi cho tôi và cả Mickey (Rourke). Lúc đó anh ấy thực sự, thực sự rất cảm động. Chuyện này xảy ra từ một tuần trước. Chúng tôi rất lo lắng vì không biết Vince sẽ nghĩ gì, nhưng anh ấy thực sự cảm thấy bộ phim này rất là đặc biệt. Có được sự hỗ trợ của anh ấy là một điều rất có ý nghĩa đối với chúng tôi, đặc biệt là Mickey.

Cựu đô vật Bret "The Hitman" Hart, người từng vô địch thế giới nhiều lần ở cả WWE lẫn WCW, đã bày tỏ sự yêu thích đối với tác phẩm và khen ngợi màn trình diễn đầy "minh trí" của Rourke, nhưng lại gọi bộ phim là "sự hiểu sai một cách đen tối" đối với ngành đấu vật. Bình luận viên của WWE Jim Ross đã gọi đây là một "bộ phim thực sự mạnh mẽ, kịch tính khắc họa cách mà những người bị ám ảnh bởi cuộc sống và sự nghiệp của họ có thể tự hủy hoại bản thân".
Cựu quán quân vô địch hạng nặng WWE và TNA thế giới Mick Foley rất thích bộ phim và đưa ra lời ca tụng: "Trong vòng năm [phút], tôi đã hoàn toàn quên mất rằng mình đang xem Mickey Rourke. Người đàn ông trên màn ảnh chỉ đơn thuần là Randy 'the Ram' Robinson." Trong khi đó, "Rowdy" Roddy Piper được cho là đã rất xúc động sau khi xem The Wrestler qua một buổi chiếu phim. Aronofsky nói về Piper như sau: "Anh ấy yêu nó. Anh ấy đã gục ngã và khóc trong vòng tay của Mickey, vì vậy anh ấy đã chìm trong ảo mộng rằng câu chuyện này đã thực sự được kể lại." Thông tin chi tiết về bộ phim từ Roddy Piper và các cựu đô vật chuyên nghiệp khác có thể được xem trong "Wrestler Round Table" của Fox Searchlight Pictures, được đưa vào bản phát hành Blu-ray của phim.

### Top 10 bộ phim của năm
The Wrestler đã vinh dự được góp mặt trong danh sách Top 10 bộ phim của năm của nhiều nhà phê bình.
| - Hạng 1 – Matt Cale, Ruthless Reviews - Hạng 1 – Ben Mankiewicz, At the Movies - Hạng 1 – Joshua Rothkopf, Time Out - Hạng 1 – Owen Gleiberman, Entertainment Weekly - Hạng 2 – Marc Doyle, Metacritic - Hạng 2 – Peter Hartlaub, San Francisco Chronicle - Hạng 3 – Anthony Lane, The New Yorker - Hạng 3 – Marc Savlov, The Austin Chronicle - Hạng 3 – Peter Vonder Haar, Film Threat - Hạng 4 – Richard Roeper, Chicago Sun-Times - Hạng 4 – Ben Lyons, At the Movies - Hạng 4 – David Denby, The New Yorker - Hạng 5 – James Berardinelli, ReelViews | - Hạng 5 – Mick LaSalle, San Francisco Chronicle - Hạng 6 – Ty Burr, The Boston Globe - Hạng 7 – David Ansen, Newsweek - Hạng 7 – Ray Bennett, The Hollywood Reporter - Hạng 7 – V.A. Musetto, New York Post - Hạng 8 – Premiere - Hạng 8 – Nathan Rabin, The A.V. Club - Hạng 9 – Elizabeth Weitzman, New York Daily News - Hạng 9 – Josh Rosenblatt, The Austin Chronicle - Hạng 10 – Dana Stevens, Slate - Hạng 10 – Joe Morgenstern, The Wall Street Journal - Hạng 10 – Joe Neumaier, New York Daily News |

### Chỉ trích
Vào tháng 3 năm 2009, Javad Shamaqdari, cố vấn văn hóa cho Tổng thống Iran lúc bấy giờ là Mahmoud Ahmadinejad đã yêu cầu một lời xin lỗi từ phái đoàn diễn viên và nhà sản xuất của Viện Hàn lâm Khoa học và Nghệ thuật Điện ảnh đến thăm Iran, vì những gì mà ông cho là miêu tả tiêu cực và không công bằng về nước cộng hòa Hồi giáo trong The Wrestler cùng nhiều bộ phim Hollywood khác.

### Giải thưởng và đề cử
Bộ phim đã mang về giải Sư tử vàng tại Liên hoan phim quốc tế Venezia lần thứ 65, đồng thời nhận được hai đề cử của giải Oscar. Ngoài ra tác phẩm còn vinh dự được xướng tên tại giải Quả cầu vàng năm đó với ba đề cử, cuối cùng đã chiến thắng hai hạng mục.